# Хохол, Николай Григорьевич
Никола́й Григо́рьевич Хохо́л (5 января 1948, Красная Зорька, Минская область — 1997) — советский гребец-байдарочник, выступал за сборную СССР в первой половине 1970-х годов. Трёхкратный чемпион мира, многократный чемпион национальных первенств. На соревнованиях представлял спортивные общества «Трудовые резервы» и «Динамо», заслуженный мастер спорта СССР (1971).

## Биография
Николай Хохол родился 5 января 1948 года в деревне Красная Звезда Березинского района Минской области. Активно заниматься греблей начал в раннем детстве, проходил подготовку на минской гребной базе, позже состоял в добровольных спортивных обществах «Трудовые резервы» и «Динамо». Впервые в основной состав советской национальной сборной попал в 1970 году, когда благодаря череде удачных выступлений удостоился права защищать честь страны на чемпионате мира в датском Копенгагене и на одиночной байдарке выиграл там эстафету 4 × 500 м.
Год спустя завоевал две золотые медали всесоюзного первенства, среди одиночек на полукилометровой дистанции и среди четвёрок на километре. Позже побывал на мировом первенстве в югославском Белграде, получил золотую награду в полукилометровой гонке одиночных байдарок и бронзовую в состязаниях байдарок-четвёрок на тысяче метров. За эти достижения по итогам сезона признан журналистами лучшим спортсменом Белоруссии (наравне с борцом Александром Медведем и гимнасткой Тамарой Лазакович), а также удостоен почётного звания «Заслуженный мастер спорта СССР».
В 1973 году Хохол выиграл ещё две золотые медали первенства Советского Союза, с одноместной байдаркой в полукилометровом заплыве и в эстафете 4 × 500 м. Затем отправился на чемпионат мира в финский город Тампере — стал трёхкратным чемпионом мира, одержав победу среди двоек на 500 метров, кроме того, добыл серебро в гонке четвёрок на 1000 метров. В следующем сезоне вместе со своим партнёром, украинским гребцом Петром Грештой, завоевал шестую по счёту золотую медаль всесоюзного чемпионата, в полукилометровой программе двухместных байдарок. Вскоре после этих соревнований принял решение завершить карьеру спортсмена, уступив место в сборной молодым советским гребцам.
После завершения спортивной карьеры окончил Белорусский государственный университет физической культуры, впоследствии работал преподавателем.
Умер в 1997 году.